# Figlio Velato
Il Figlio Velato è un'opera dello scultore Jago, realizzata in marmo Danby del Vermont. Ispirata al Cristo Velato di Giuseppe Sanmartino, rappresenta un bambino disteso coperto da un velo.

## Descrizione
È stata realizzata nel 2019 a New York per essere poi trasferita in modo definitivo a Napoli, in un'area della città caratterizzata da un'elevata emarginazione sociale e diventare un simbolo di rinascita.
La lavorazione del blocco è stata resa visibile in live streaming sui social media.

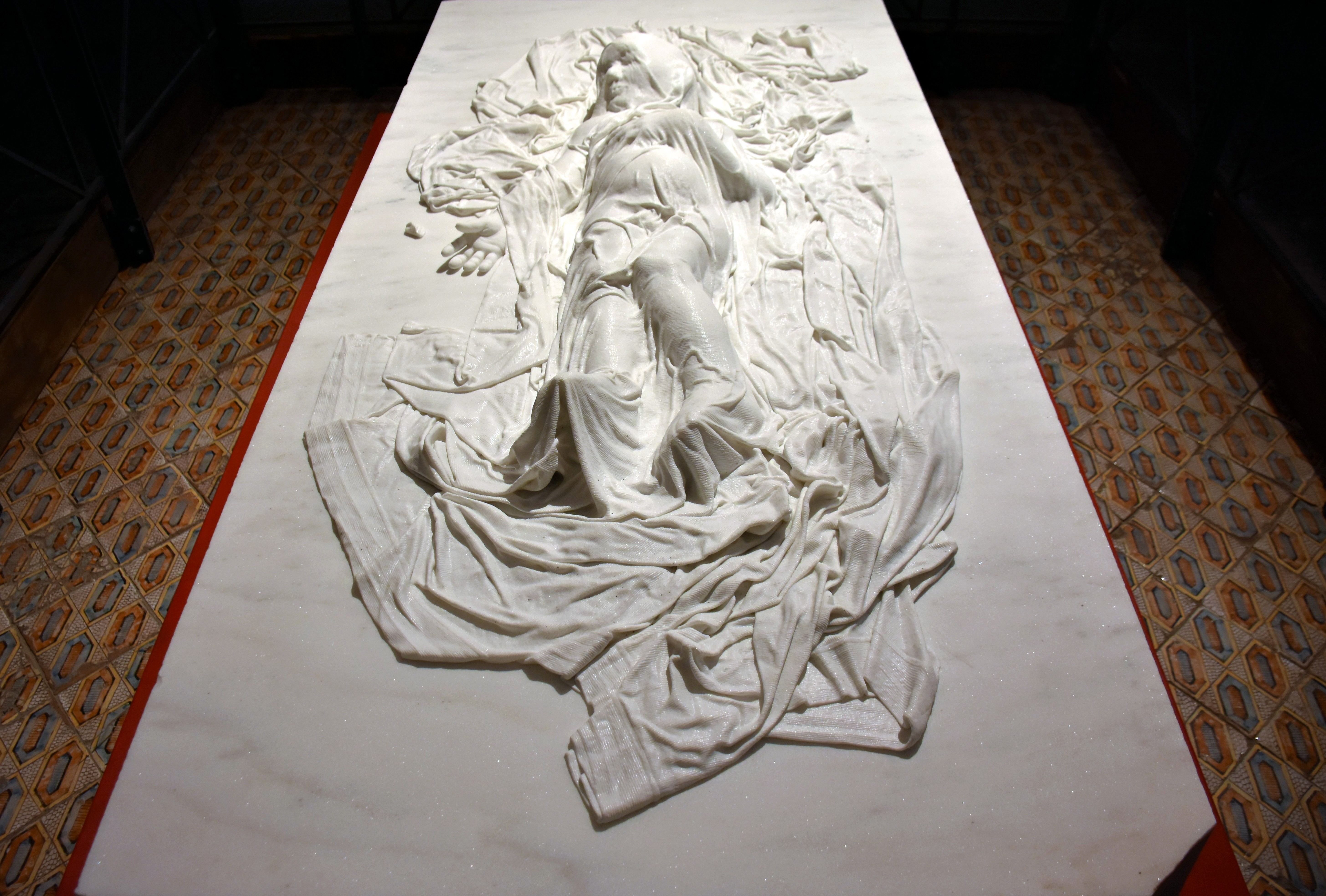
La scultura vista nella sua interezza.

Il 21 dicembre 2019 in occasione dell'inaugurazione della mostra Figlio Velato curata da Luca Iavarone, l'opera è stata collocata presso la Cappella dei Bianchi della chiesa di San Severo fuori le mura, nel rione Sanità di Napoli.